# 엔리케 2세
엔리케 2세 데 카스티야(스페인어: Enrique II de Castilla)는 카스티야 연합왕국의 국왕(재위: 1369년 ~ 1379년)이다. 트라스타마라가 시조. 은총왕, 서자왕(el Fratricida)으로도 불린다.

## 생애
카스티야 연합왕국의 국왕 알폰소 11세의 서장자로 태어났다. 어머니는 카스티야의 귀족 레오노르 데 구스만이다. 모친 레오노르는 부친 알폰소의 정부라는 이유로 엔리케는 적통의 자격이 없었고 엔리케가 태어난지 몇달이 되지않아 알폰소의 정실 마리아가 이복동생 페드로를 낳았다. 이후 엔리케와 페드로 두형제는 페드로가 죽을 때까지 평생을 정적으로 지내야만 했다.
1351년 부친 알폰소의 사망 후 왕태후 마리아의 계략으로 모친 레오노르는 모반죄혐의로 처형당하게 되고 엔리케 자신도 목숨이 위태로웠다. 생모 사후 1년후인 1352년 프랑스 왕국과 아라곤 왕국의 도움으로 페드로에 모반을 일으켰으며 이에 페드로는 에드워드 흑태자의 도움으로 모반을 진압하려하여 내란은 장기화(카스티야 내전)되었고 기나긴 내란 끝에 엔리케는 패사한 페드로의 왕위를 탈취하여 카스티야 연합왕국의 왕으로 즉위하였다.
엔리케는 이에 백년 전쟁 시기에 자신을 도와준 프랑스 왕국에 보답하여 군대를 출정시켰으며 아라곤 왕국과도 혼인관계를 맺어 후에 아라곤 왕국이 트라스타마라가의 왕국으로 편입시키는데 일조하였다.